# Ludwig Binswanger (senior)
Ludwig Binswanger (Osterberg, 25 giugno 1820 – Kreuzlingen, 5 agosto 1880) è stato uno psichiatra svizzero.

## Biografia

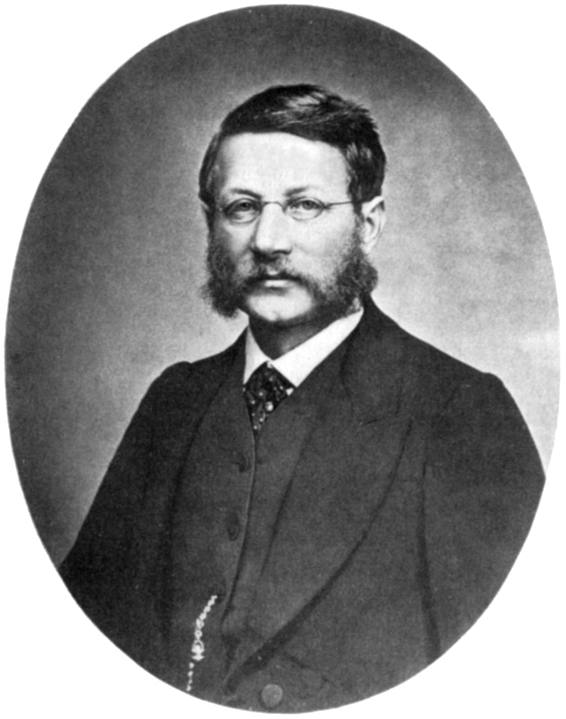
Ludwig Binswanger (nonno).

Ludwig Binswanger era il quinto di nove figli di una famiglia ebrea ortodossa. Ha frequentato il liceo ad Augsburg. Dal 1840 al 1845, studiò filosofia a Erlangen e poi medicina a Heidelberg e Monaco, dove conseguì il dottorato. Dopo soste intermedie all'ospedale di Augusta e alla clinica universitaria di medicina di Tubinga, nel 1850 assunse la direzione dell'istituto psichiatrico di Münsterlingen, nel cantone di Turgovia.
Nel 1857 fondò il sanatorio Bellevue a Egelshofen, sul Lago di Costanza, in Svizzera, dove visse con la sua famiglia in comunità terapeutica con i pazienti. Nel 1866 acquisì la cittadinanza di Egelshofen, che nel 1874 prese il nome di Kreuzlingen, divenendo così cittadino svizzero. 
Dopo la sua morte avvenuta nel 1880, la clinica fu gestita dal figlio Robert Binswanger. Passò poi al nipote Ludwig Binswanger, che la gestì fino al 1956.